# 삼바 (브라질의 춤)
삼바는 브라질의 민속 춤이다.

## 설명

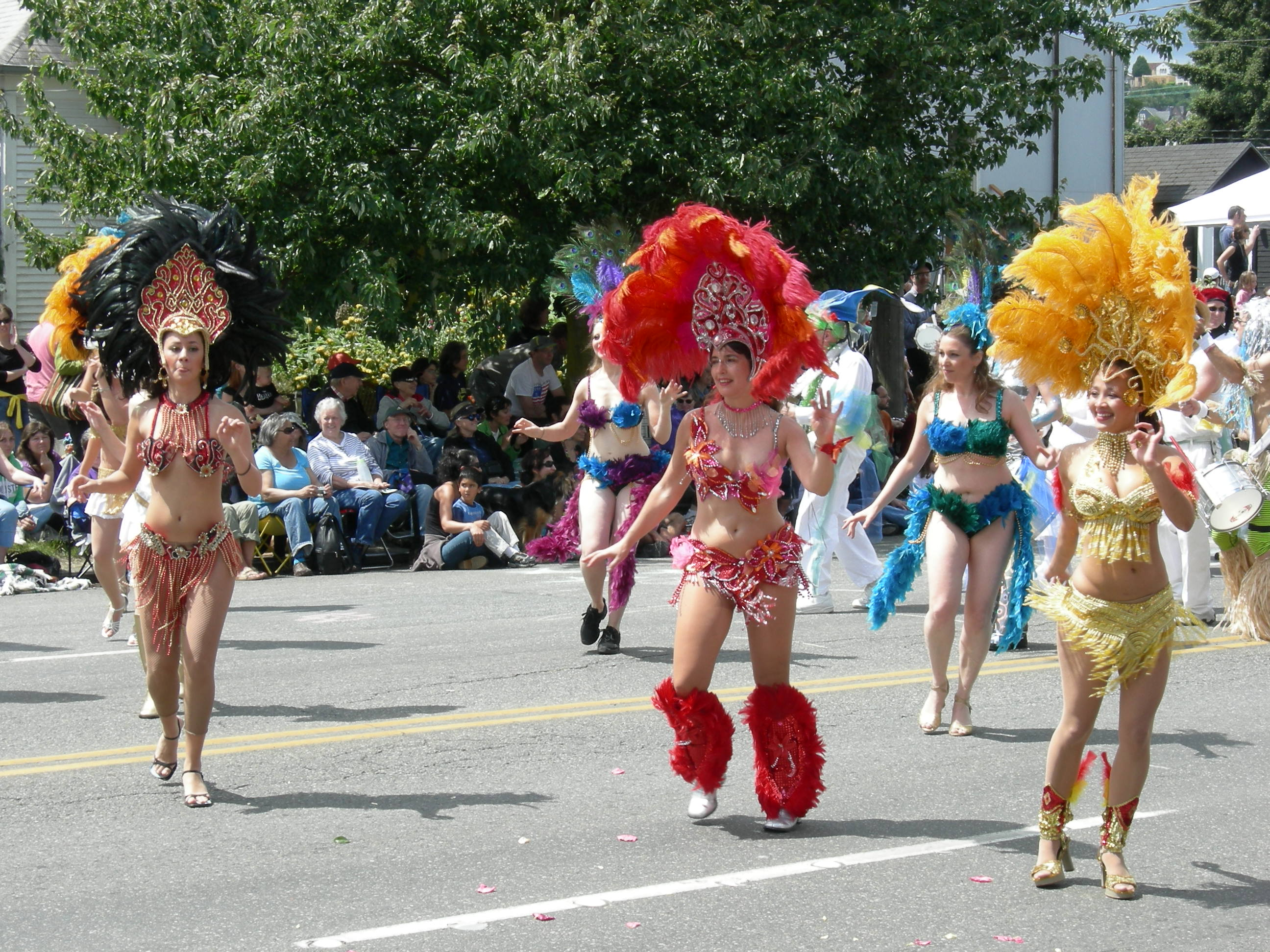
삼바를 추는 댄서

삼바는 브라질의 전통춤으로 삼바는 브라질 카니발의 열정과 기쁨을 표현한 독특한 라틴 댄스의 한 종류로서 삼바라는 명칭의 어원을 찾아보면, 백인들이 흑인들을 멸시하여 부를 때 칭하던 '삼보'에서 유래된 것으로 흑인의 춤, 또는 혼혈아의 춤이라는 말이 Samba라는 명칭의 시작이다.삼바는 강하고 개성있는 리듬에 맞춰 추는 움직임의 이동성을 지닌 댄스이다. 삼바가 현재의 스타일로 브라질에 퍼지게 된 것은 1925년경이었다. 그 루트는 아프리카 흑인들이 사탕수수밭의 노예로 브라질 북부의 '바히아'로 끌려 온 것에서 시작되었다. 그러나 이 당시 추어졌던 춤은 서서히 아프리카적인 요소가 적어지면서 브라질의 국민적 춤으로 발전해 갔는데 일 년에 한 번, 브라질 카니발에서 '바히아' 이 외의 지역에서 모여든 사람들의 춤에 의해 조금씩 비트와 뉘앙스가 변하면서 나중에는 카페나 볼룸 (무도장)에서도 추게 되었고 결국에는 브라질의 마음의 댄스라는 것으로 하여 도로, 거리 어디에서나 춤을 추게 되었다.삼바는 옛날에는 그리 유명한것은 아니였지만 지금은 각기 다른 사람들도 알 정도로 유명해졌다.

## 카니발과 퍼레이드
삼바 카니발과 삼바 퍼레이드가 브라질은 물론이고 대한민국, 중화인민공화국, 일본, 미국, 중화민국, 필리핀 등의 국가로 널리 퍼져나가고 있다. 대한민국에서는 리우 삼바 퍼레이드 등의 삼바 퍼레이드를 개최한 바 있다.

## 같이 보기
- 삼바